# Los Navalmorales
Los Navalucillos ist ein Ort und eine zentralspanische Gemeinde (municipio) mit 2.120 Einwohnern (Stand: 2024) in der Provinz Toledo in der Autonomen Gemeinschaft Kastilien-La Mancha.

## Lage und Klima
Los Navalmorales liegt am Nordrand der Montes de Toledo bzw. des Parque Nacional de Cabañeros gut 65 km (Fahrtstrecke) westsüdwestlich von Toledo in einer Höhe von ca. 690 m. Das Klima im Winter ist rau, im Sommer dagegen trocken und warm; der eher spärliche Regen (ca. 649 mm/Jahr) fällt – mit Ausnahme der trockenen Sommermonate – übers Jahr verteilt.

## Bevölkerungsentwicklung
| Jahr      | 1970 | 1981 | 1991 | 2001 | 2011 | 2021 |
| Einwohner | 3590 | 3013 | 2753 | 2611 | 2730 | 2202 |

Aufgrund der Mechanisierung der Landwirtschaft und der Aufgabe von bäuerlichen Kleinbetrieben ist die Einwohnerzahl der Gemeinde seit der Mitte des 20. Jahrhunderts zurückgegangen.

## Sehenswürdigkeiten
- Marienkirche (Iglesia de Nuestra Señora de la Antigua)
- Marienkapelle
- Antoniuskapelle
- Sebastianuskapelle
- Ruinen des Kapuzinerkonvents

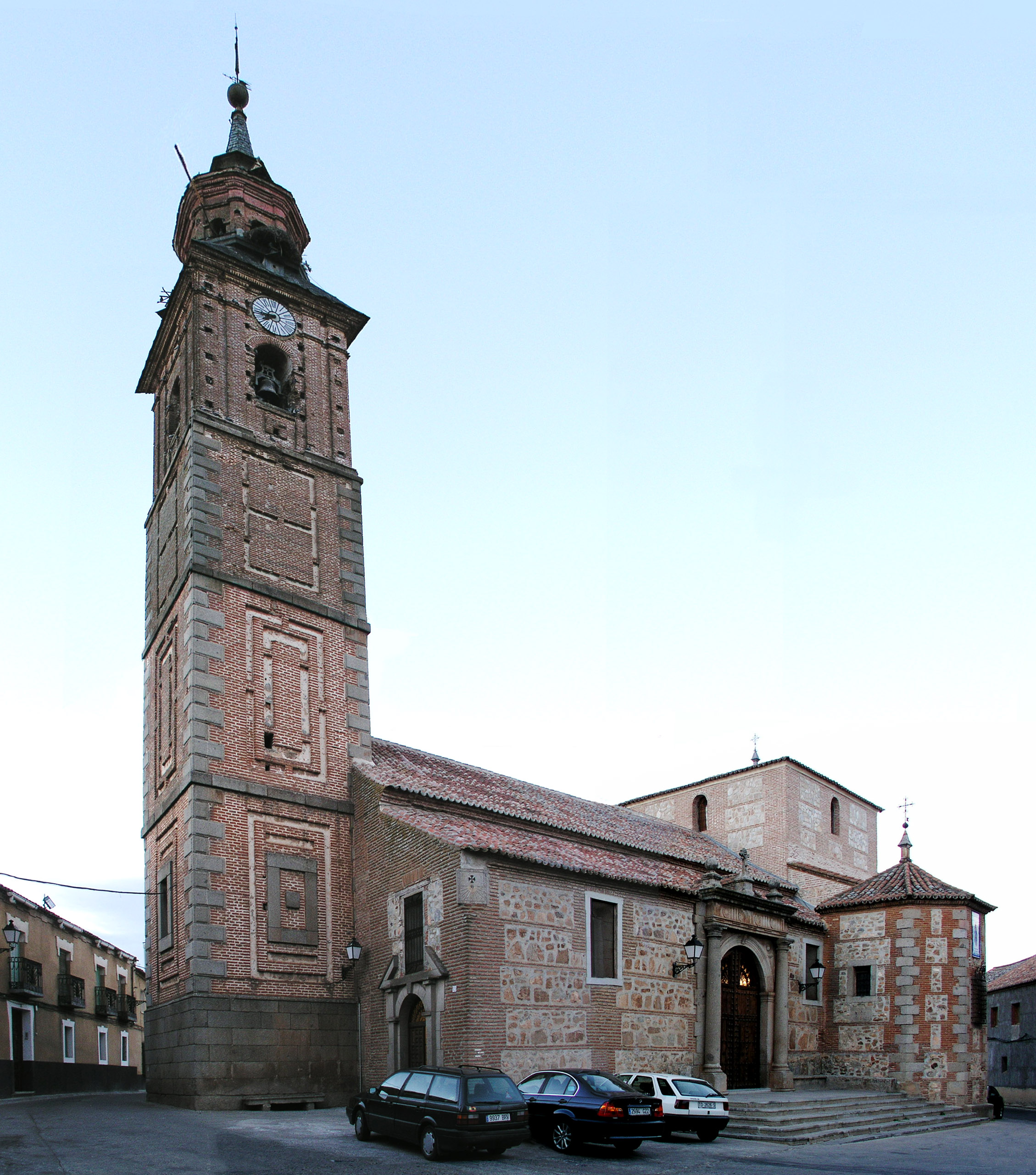
Marienkirche
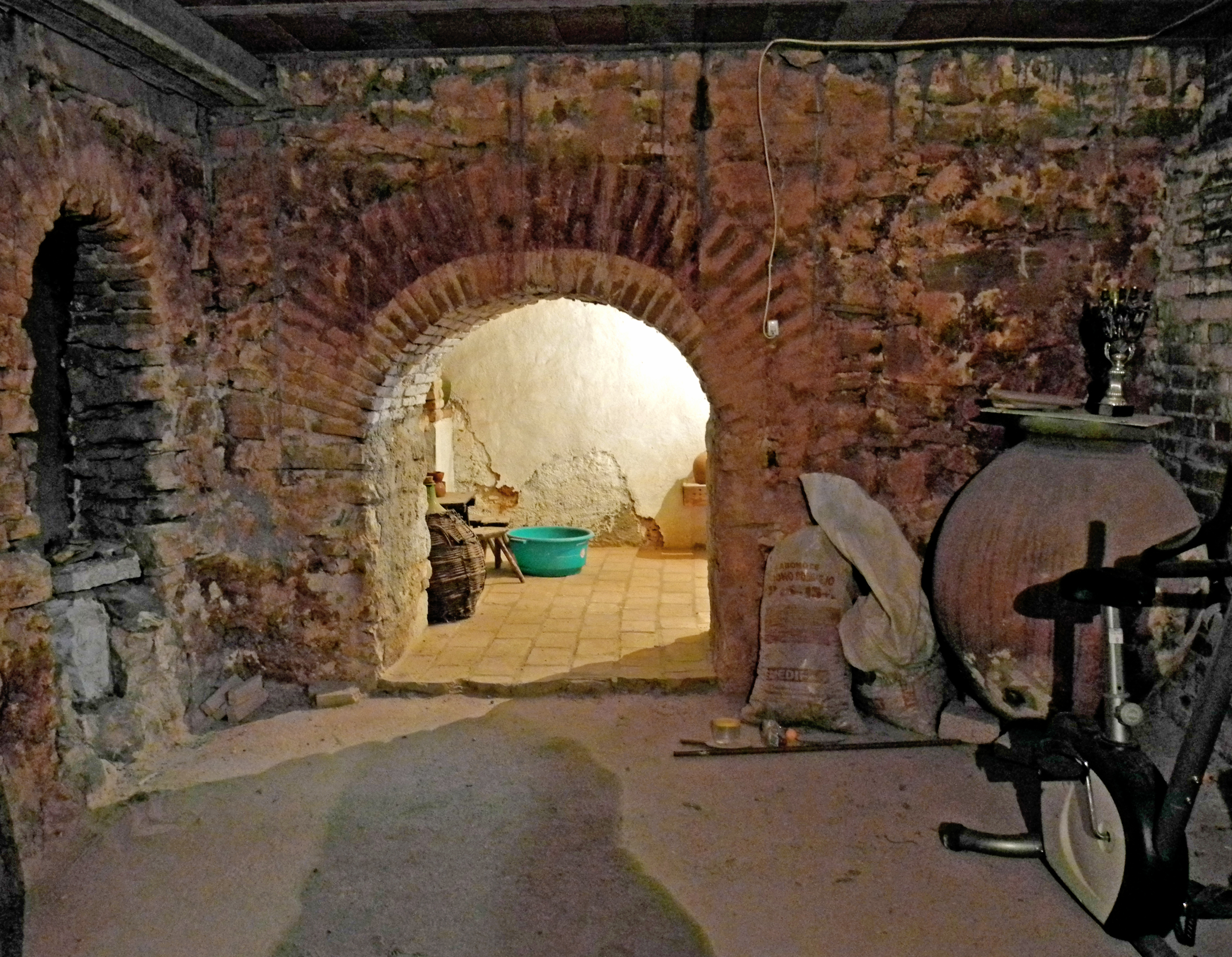
Ruinen des Kapuzinerkonvents